# Dronninger af Polen
Dronninger af Polen (Queens of Poland) er en erotisk kortfilm på 42 min. af Vladislav Kopernikus fra 1991, der handler om Polens og Polen-Litauens dronninger og deres elskere. Barbara Kowalgis har hovedrollen/hovedrollerne som 9 af landets dronninger. 
| Film | Spire Denne filmartikel er en spire som bør udbygges. Du er velkommen til at hjælpe Wikipedia ved at udvide den. |